# Palazzi di Verona
Lista dei più importanti palazzi di Verona divisi per secolo, in ordine alfabetico.

## Medioevo

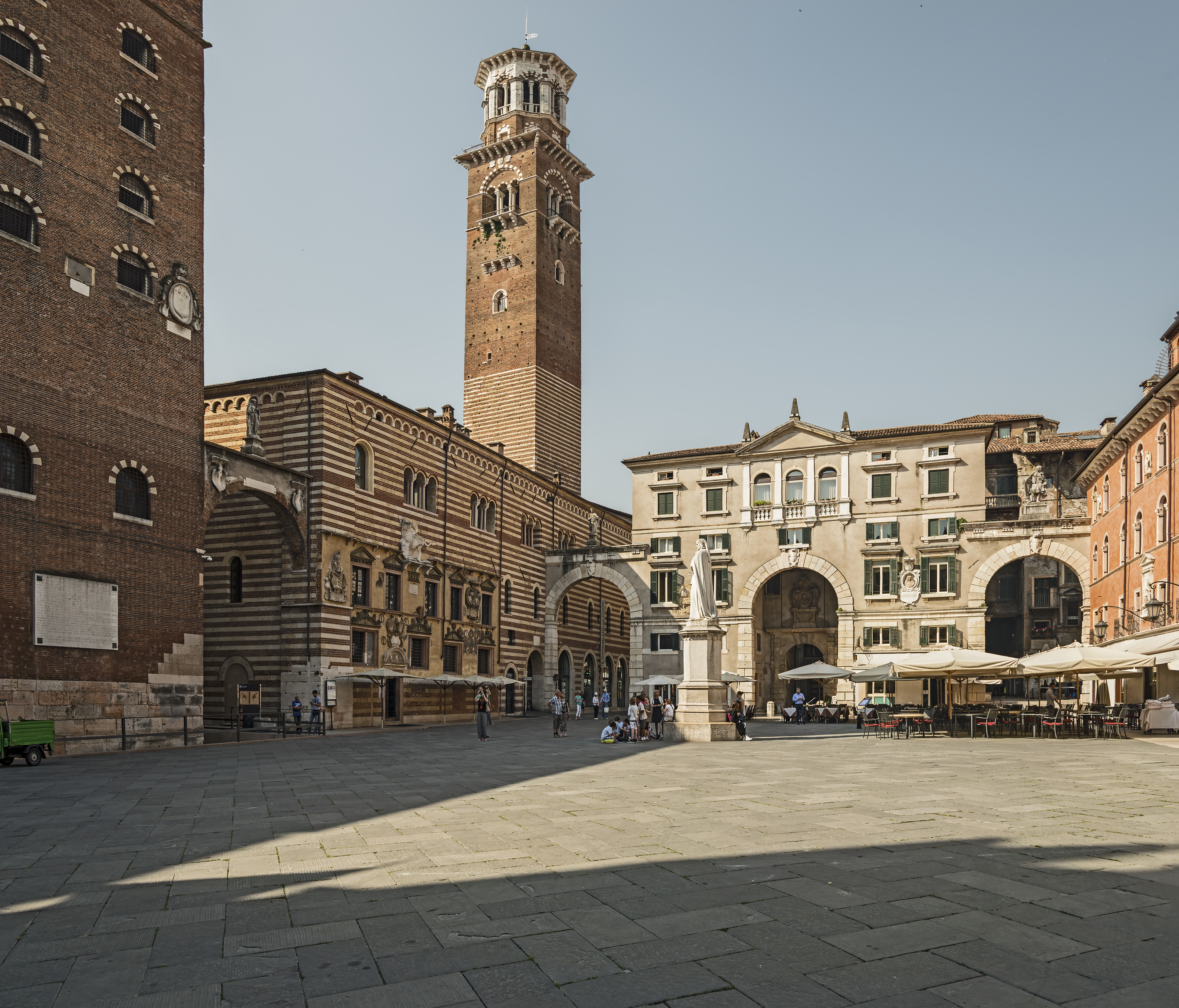
Il medievale Palazzo della Ragione situato tra piazza delle Erbe e piazza dei Signori

- Casa di Giulietta
- Casa di Romeo
- Case Mazzanti
- Corte Sgarzerie
- Domus Mercatorum
- Palazzo di Cansignorio
- Palazzo del Podestà
- Palazzo della Ragione

## XV secolo
- Casa della Pietà
- Loggia del Consiglio
- Palazzo Boldieri-Malaspina
- Palazzo Da Sacco-Pincherle
- Palazzo Medici Glisenti
- Palazzo Paletta Dai Pre
- Palazzo del Vescovado

## XVI secolo

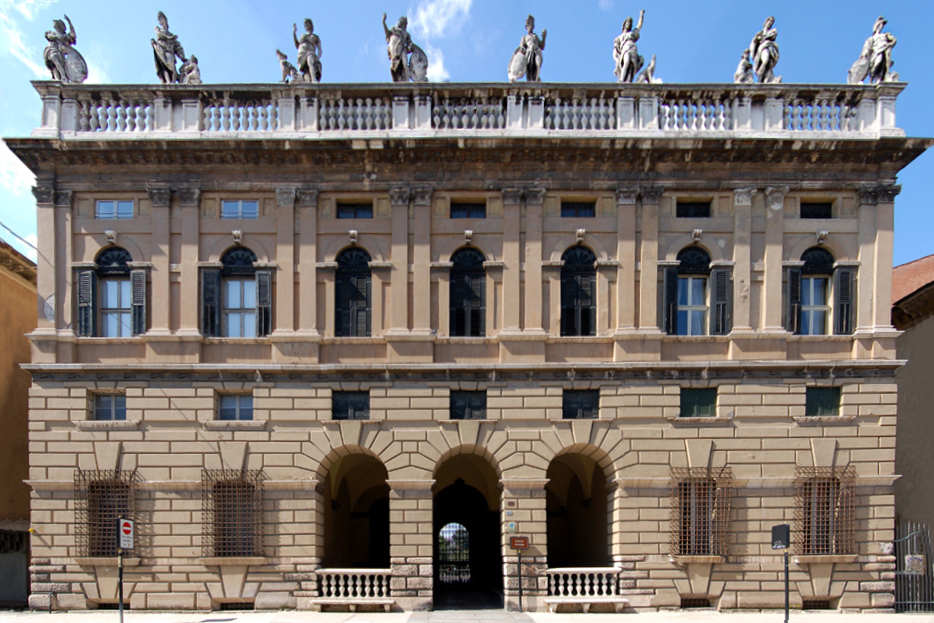
Il rinascimentale Palazzo Canossa, uno dei capolavori del celebre architetto Michele Sanmicheli

- Palazzo Bevilacqua in corso Cavour
- Palazzo Canossa
- Palazzo Dalla Torre
- Palazzo Della Torre
- Palazzo dei Diamanti
- Palazzo Giusti del Giardino
- Palazzo degli Honorij
- Palazzo Ottolini
- Palazzo Pompei
- Palazzo Radice
- Palazzo Ridolfi Da Lisca
- Palazzo Turchi
- Palazzo Bocca Trezza

## XVII secolo

La Gran Guardia, la cui travagliata costruzione iniziò nel XVII secolo per finire nel 1843

- Domus Nova
- Gran Guardia
- Palazzo Carlotti
- Palazzo Maffei
- Palazzo Muselli

## XVIII secolo
- Palazzo Balladoro
- Palazzo Carli
- Palazzo Emilei Forti
- Palazzo Guerrini Gemma
- Palazzo Monga
- Palazzo Negri
- Palazzo Pindemonte
- Palazzo Verità Poeta
- Seminario Maggiore

## XIX secolo

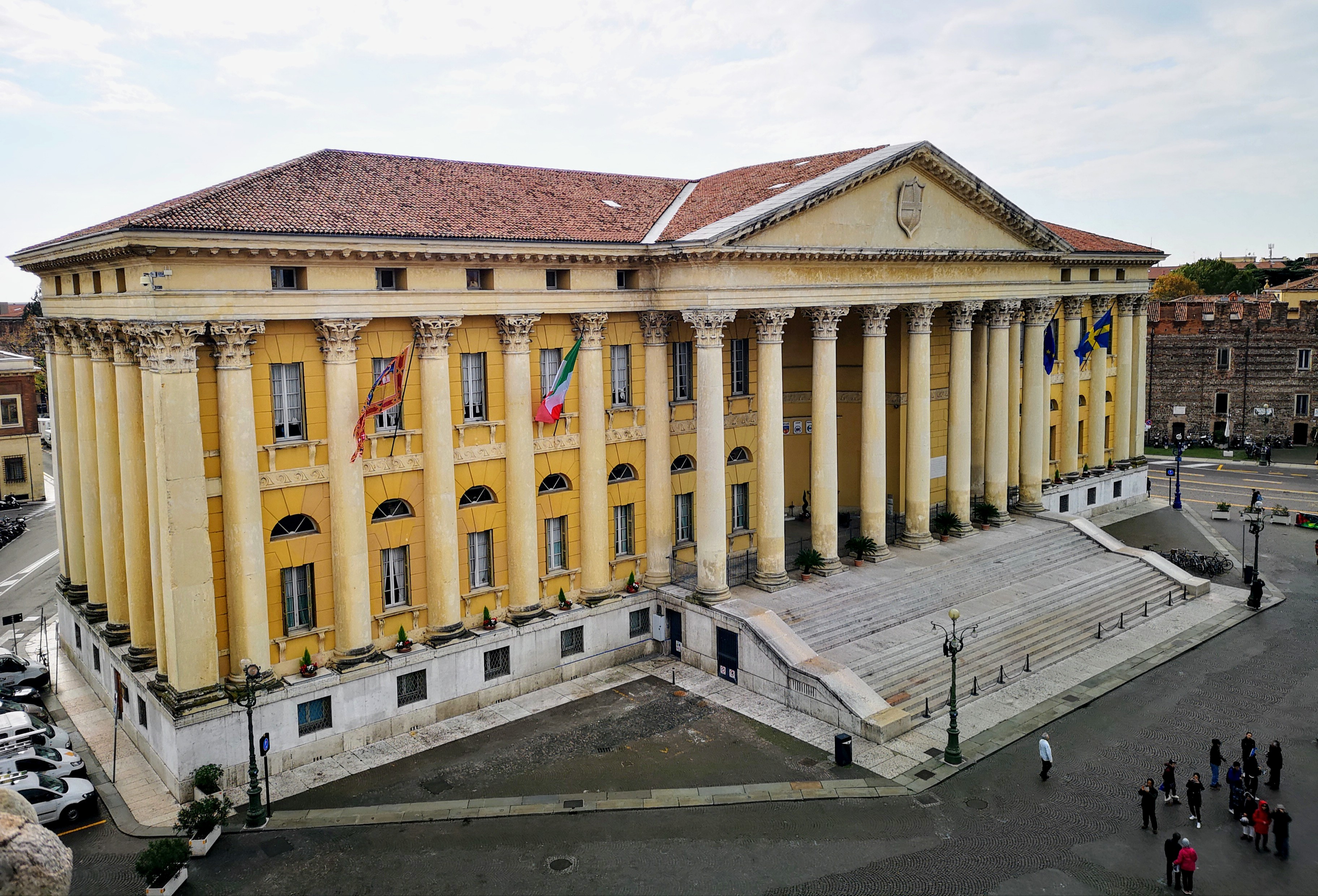
Palazzo Barbieri, oggi sede del Comune di Verona

- Loggia Arvedi
- Palazzo Barbieri
- Palazzo Bevilacqua
- Palazzo Miniscalchi Erizzo
- Palazzo Portalupi

## XX secolo
- Camera di commercio di Verona
- Casa del Mutilato
- Palazzo delle Poste
- Sede amministrativa del Banco BPM
- Uffici finanziari di Verona